# اکبر عالمی
اکبر عالِمی (زادهٔ ۱۳ تیر ۱۳۲۴ – درگذشتهٔ ۲۲ مهر ۱۳۹۹) مجری و کارشناس تلویزیون صدا و سیما، استاد دانشگاه تربیت مدرس و کارگردان اهل ایران بود که بیشتر آثار وی در ژانر مستند عرضه شده‌اند. وی فارغ‌التحصیل رشتهٔ سینما از دانشکدۀ هنرهای دراماتیک و دارای دکترای سینما از انگلستان بود. اکبر عالمی همچنین از سال ۱۳۷۹ تا ۱۳۸۶، عضو فرهنگستان هنر و فرهنگستان زبان و ادب فارسی بود. از نسل نخست شاگردان اکبر عالمی در اواخر دهۀ ۶۰ و اوایل دهۀ ۷۰ چهره‌های مطرحی در زمینۀ نویسندگی و نقد فیلم و تدریس سینما سربرآوردند.

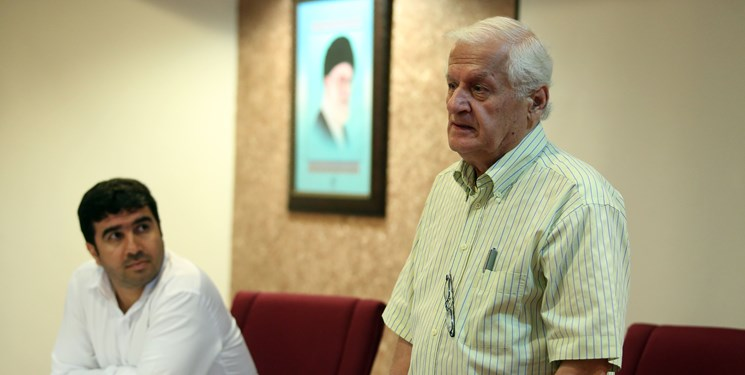
اکبر عالمی (ایستاده) و مسعود طاهری در جلسهٔ نقد و بررسی فیلم شرقی، مرداد ۱۳۹۷

## زندگی
اکبر عالمی اصالتاً دامغانی بود؛ ولی به اقتضای کار دامپزشکی پدرش که به شهرهای گوناگون سفر می‌کرد، در سال ۱۳۲۴ در اهواز زاده شد. دوساله بود که به محلهٔ معصوم‌زادۀ دامغان و زادگاه پدری‌اش بازگشت. اکبر عالمی به عشق سینما راهی تهران شد و رشتهٔ رادیو تلویزیون را در دانشکدۀ هنرهای دراماتیک خواند و مدرک کارشناسی ارشد را در رشتهٔ سینما از دانشگاه تربیت مدرس گرفت. سپس مدرک دکترای سینما را از کشور انگلستان دریافت کرد و به ایران بازگشت.

## فعالیت‌ها
اکبر عالمی تجربهٔ بازیگری را نیز با فیلم بابا نان داد (سال ۱۳۵۱) در کارنامه دارد. وی همچنین مدتی ریاست لابراتوار وزارت فرهنگ و آموزش عالی و مسئولیت لابراتوارهای سازمان صدا و سیما را نیز عهده‌دار بوده‌ است. در دهۀ ۱۳۶۰ (خورشیدی) عالمی شب‌های پنجشنبه برنامهٔ آن روی سکه را در شبکهٔ یک تهیه و اجرا می‌نمود که در زمان خود برنامه بسیار جالبی در موضوع سینما بود. عالمی در دههٔ ۱۳۷۰ خورشیدی مجری و کارشناس برنامهٔ هنر هفتم بود که به عقیدهٔ بسیاری، اثرگذارترین برنامهٔ تلویزیون در رابطه با سینما بوده‌ است. وی به عنوان مجری‌ کارشناس در برنامهٔ سینما ماوراء نیز فعالیت داشته‌ است. او همچنین عضو فرهنگستان زبان و ادب فارسی و نیز از اعضای انجمن مدرسان سینما بود. از دیگر فعالیت‌های ماندگار وی گویندگی مجموعهٔ پنج قسمتی جهان، آفریدهٔ هنر دربارهٔ تاریخ هنر و مستند چرا زیبایی مهم است؟ دربارهٔ فلسفهٔ زیبایی در هنر (این مجموعه‌ها تاکنون منتشر نشده‌اند) و مجموعهٔ پنج قسمتی نوابغ عکاسی دربارهٔ تاریخ عکاسی در شبکۀ مستند به تهیه‌کنندگی و مدیریت دوبلاژ بهزاد زهرایی را می‌توان نام برد.
ساخت نزدیک به ۳۰ فیلم مستند برای صنایع داروسازی، پتروشیمی، نساجی و چوب به زبان‌های انگلیسی، فرانسوی، اسپانیولی، آلمانی، ایتالیایی، عربی از دیگر کارهای اکبر عالمی هستند.

## بزرگداشت
در ۸ اسفند ۱۳۹۳ همزمان با برگزاری جشن تصویر سال در خانۀ هنرمندان ایران طی مراسمی، از یک عمر تلاش اکبر عالمی در زمینهٔ عکاسی و سینما بزرگداشت شد و از این استاد دانشگاه به عنوان معمار کلمه با دانشی چندوجهی یاد شد.

## ابتلا به کرونا و درگذشت
اکبر عالمی ۱۰ مهرماه ۱۳۹۹ برای ساخت یک مستند راهی بیمارستانی شده بود که با وجود رعایت پروتکل‌های بهداشتی، او و سه همکار دیگرش به بیماری کروناویروس ۲۰۱۹ مبتلا شدند. او با بدتر شدن بیماری، در بیمارستان بستری شد و با دستگاه، تنفس می‌کرد.
اکبر عالمی بامداد ۲۲ مهر ۱۳۹۹ در سن ۷۵ سالگی درگذشت. اردشیر عالمی، فرزند او، در اینستاگرام نوشت که «پدر رفت». وی همچنین اضافه کرد که زمان و شرایط برگزاری مراسم خاکسپاری، به زودی اعلام خواهد شد. پیکر اکبر عالمی، ۲۳ مهر ۱۳۹۹ در قطعهٔ هنرمندان بهشت زهرای تهران در کنار خسرو سینایی و مسعود مهرابی به خاک سپرده شد.

## مستند مردی برای تمام فصل‌ها
در مهر ماه ۱۳۹۹ مستندی به نام «مردی برای تمام فصل‌ها» به پاس گرامیداشت اکبر عالمی از شبکه مستند سیما پخش شد. در این مستند زندگی و فعالیتهای اکبر عالمی به تصویر کشیده شده‌است.

## آثار

### فیلم‌شناسی
- مروارید خلیج فارس (۱۳۸۷)
- خلیج فارس، نواحی نه‌گانه (۱۳۸۷–۱۳۸۳)

### گویندگی
- جهان، آفریدهٔ هنر (۱۳۸۹)، مجموعهٔ پنج قسمتی
- نوابغ عکاسی (۱۳۹۰)، مجموعهٔ پنج قسمتی
- چرا زیبایی مهم است؟ (۱۳۹۴)

### نوشته
- قدرت واژگان،[۱۸] فرهنگنامه‌ای به زبان انگلیسی از انواع واژگان تخصصی هنرهای گوناگون اعم از هنرهای تجسمی، سینما، عکاسی، تلویزیون و تئاتر، به همراه شرح و تفسیر آن‌ها
- تمهیدات سینمایی،[۱۹] (۱۳۶۷)، کتابی در چهار بخش که به جلوه‌های ویژهٔ سینمایی می‌پردازد.
- فرهنگ جامع انیمیشن،[۲۰] (۱۳۹۰)، کتابی پیرامون اصطلاحات معمول بین پویانماها و به‌طور کلی دربارهٔ تعابیر و اصطلاحات علمی انیمیشن که زیر نظر اکبر عالمی توسط فرناز خوشبخت نوشته شده‌است.

### برگردان
- ظهور، در عکاسی و سینما، اثر سی آی و آر آی جاکوبسن، کتابی مرجع در هنر عکاسی